# ملیکا امیدوند
ملیکا امیدوند (زاده ‎۲ دی ۱۳۷۹) کوراش‌کار زن اهل ایران است.
وی در بازی‌های آسیایی ۲۰۲۲ موفق به کسب مدال برنز وزن ۸۷- کیلوگرم زنان شد بود اما به دلیل وجود ماده اکساندرولون در نمونه اخذ شده تست دوپینگ وی به مدت سه سال از تمامی فعالیت‌های ورزشی محروم شد. با اعلام فدراسیون ووشو ایران دوپینگ امیدوند پس از بازی‌های آسیایی بوده و مدال برنز وی پس گرفته نمیشود.